# Agent John Francis Kovář

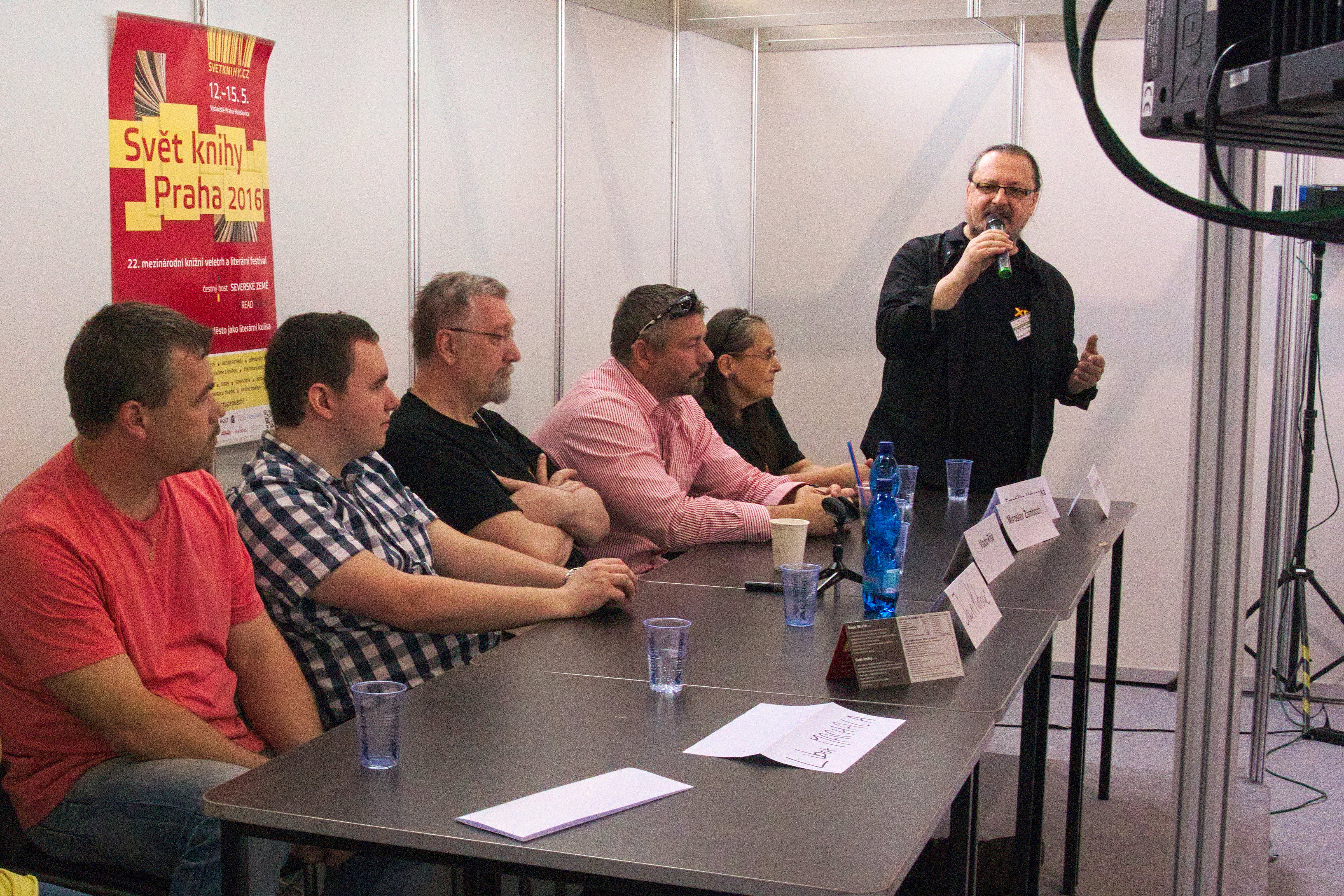
Autoři série Agent JFK na Světě knihy 2016

Agent John Francis Kovář (zkráceně Agent JFK) je hlavní hrdina stejnojmenné české série sci-fi a fantasy příběhů vytvořené podle vzoru Marka Stona či Perryho Rhodana. Sérii společně vymysleli spisovatelé Miroslav Žamboch a Jiří Walker Procházka a podílí se na ní kromě nich i další čeští autoři.
Hlavním hrdinou série je válečný veterán John Francis Kovář (po otci českého původu), bývalý člen speciálních jednotek rychlého nasazení a mezinárodní vojenské diplomatické jednotky podřízené nejvyššímu velení NATO. Svou vojenskou kariéru ukončil v hodnosti kapitána české armády a poté dostal nabídku stát se členem týmu Agentury EF (Equilíbrií Ferrarií, tj. Kováři rovnováhy; latinsky přesně: Aequilībriī Ferrariī), jejímž cílem je zasahovat v paralelních světech a v paralelní minulosti či budoucnosti proti těm, kteří se pro svůj vlastní prospěch a vlastní cíle snaží narušit jemné předivo vztahů, kterými jsou paralelní vesmíry propojeny, což může mít za následek jejich zhroucení. Proto je vnitřním heslem Agentury EF rčení „Svůj svět si musíme zasloužit!“.Hlavním protivníkem Agentury, a hlavně JFK, je tajemný lord Xaverius Hawk z Jestřábí Lhoty (někdy též X-Hawk či Jestřáb), bývalý člen Agentury a nyní padouch s nejasným cílem, který se snaží narušit rovnováhu různých paralelních vesmírů.

## Hlavní postavy série
- John Francis Kovář (zkráceně JFK) – Hlavní hrdina celé série. Bývalý člen policejních speciálních jednotek URNA a armádních jednotek NAVY field, členem Kovářů rovnováhy – Oddělení pro potírání interrealitního pašování
- Ljuba Bytewská – šéfka Oddělení pro potírání interrealitního pašování, kde pracuje JFK. Je jí kolem čtyřiceti a jak říká JFK: „Je to žena pro muže kteří mají slabost pro kypré tvary“. Je přísná, ale spravedlivá, jen nemá pochopení pro šílené počínání týmu okolo JFK.
- Vincent Vega – věrný Kovářův přítel v oddělení EF, jeho spolupracovník a parťák ve většině misí a také skvělý pilot a především pistolník.
- Komtesa Andrea de Villefort – spolupracovnice a parťačka JFK. Má s Kovářem milenecký vztah a tajemnou minulost v EF.
- Frank Boorman – mohutný černoch – kyborg. Je parťákem JFK jen v několika misích. Drsný a nekompromisní. Potká Kováře už v prvním díle Pašerák a ze začátku ho nemá moc v lásce, ale v díle Armády nesmrtelných si JFK velmi oblíbí a stanou se věrnými kamarády.
- profesor Carl Maria von Wonder – génius pracující pro EF, přítel JFK
- Xaverius Hawk – hlavní padouch ve většině dílů. Bývalý člen Agentury. Snaží se ovládnout jednotlivé světy a není jasné, proč to dělá.

## Přehled jednotlivých dílů série
Série vychází v pražském nakladatelství Triton a obsahuje zatím tyto díly:
1. Miroslav Žamboch a Jiří Walker Procházka: Pašerák (2005), první díl série, který se odehrává ve světě, v němž Československá republika nevydala v roce 1938 své pohraničí nacistickému Německu. Zároveň jde ale o svět čarodějů, ve kterém se nejvíc peněz dá vydělat pašováním a nelegálním prodejem magických substancí. JFK se do tohoto světa dostává nedopatřením, pomáhá agentům EF a nakonec se i do této organizace přidává.
2. Miroslav Žamboch a Jiří Walker Procházka: Není krve bez ohně (2005). V této knize musí agent JFK společně s ostatními členy úderného týmu Agentury EF zabránit ovlivnění výsledku bitvy u Slavkova roku 1805 (a tudíž i změny dějin), o které se snaží neznámí protivníci v čele se záhadným lordem Xaveriem Hawkem (zkráceně označován jako X-Hawk). Ti se snaží bitvu zvrátit za pomocí německých tanků Tiger z roku 1942.
3. Miroslav Žamboch a Jiří Walker Procházka: Meč a tomahawk (2006), příběh z paralelního světa, kde došlo ke spolupráci Vikingů a Indiánů, kteří společně vytvořili základy středověké americké civilizace a ovlivnili i průmyslovou revoluci.
4. Miroslav Žamboch a Jiří Walker Procházka: Armády nesmrtelných (2006). JFK a ostatní členové jeho týmu se snaží v tomto dílu zabránit zničení našeho světa, které hrozí ze strany lorda X-Hawka. Ten získal magický šém rabbiho Löwa, kterým oživil neporazitelnou hliněnou armádu z hrobky Prvního císaře čínské říše, a s její pomocí vyrazil dobýt Evropu.
5. Tomáš Němec: Chladná hra (2006), příběh z paralelní budoucnosti, ve které na Zemi po celoplanetárním jaderném konfliktu, který vyhladil čtyři pětiny obyvatelstva, přišla následující nukleární zima v novou dobu ledovou, a kde zbytky lidstva přežívají v podzemí bývalých metropolí a radioaktivita vytvořila celou řadu lidem nepřátelských mutací.
6. Miroslav Žamboch: Se smrtí v zádech (2006), příběh z paralelního světa, kde díky apokalyptickým pandemiím chřipek (které mohly být uměle vyvolány) zůstaly jen ostrovy lidských obydlí (např. městský stát Kopřivnice) uprostřed divočiny kontaminované smrtelnými viry.
7. Miroslav Žamboch: Hořící andělé (2006). Kniha plynule navazuje na předcházející díl Se smrtí v zádech a začíná útokem vzducholodí vzdušných pirátů na městský stát Kopřivnice, jehož cílem je získat lidské otroky. Děj knihy se pak dělí na dvě hlavní linie: jedna sleduje Kovářovu záchrannou misi a druhá snahu odhalit spiknutí uvnitř Agentury.
8. Petr Schink: Kalibr .45 (2006), příběh odehrávající se v pouštním světě, který ve svém vývoji ustrnul na úrovni Divokého západu, ale který disponuje vzácným magickým minerálem, pro který někteří neváhají destabilizovat křehkou rovnováhu mezi dimenzemi. Součástí svazku je také samostatná povídka Svatba, jejímž hlavním hrdinou je jeden z nejbližších spolupracovníků JFK Vincent Vega.
9. Jan Hlávka: Zatmění (2007). V tomto příběhu se JFK probere v cele blázince napěchován sedativy. Stěží si pamatuje své jméno, neví kdo je a netuší, že se ocitl ve světě, v němž jsou nuceni vedle sebe žít lidé a upíři. Po staletích různých krvavých bojů a pogromů se jejich vztah ustálil na jakémsi vratkém příměří, které umožnila umělá náhražka krve, posměšně nazývaná „kečup“, používaná jako páka k ovládání téměř celé upírské populace. Postupně si JFK uvědomuje, že má v této realitě nalézt významného vědce, který sem byl unesen z bazální reality.
10. Ondřej Neff: Jeruzalémský masakr (2007). V Jeruzalémě je motorovou pilou proveden atentát na papeže, za kterým se skrývá plán atentátníků, jimiž jsou lord X-Hawk a jeho pomocník, nacista Otto Skorzeny, nahradit papeže Ježíšem, uneseným z kříže a rozbít tak kontinuitu světů. Tomu se ve starozákonní Palestině snaží zabránit JFK se svým spolupracovníkem Jamesem Bondem. Cíle bylo dosaženo, avšak Divize vnitřních záležitostí začíná vyšetřování, zdali JFK nepřekročil pravidla agentury, neboť JFK se stává nepohodlným určité skupině lidí, kteří zřejmě stojí za spiknutím v Agentuře.
11. Jiří Walker Procházka: Podhoubí smrti (2007). Příběh začíná tím, že na moravskou sekci Agentury EF zaútočí agresivní houby a prakticky celou ji zamoří. JFK je proto vyslán do Houbového světa, aby zabránil další invazi. Tento svět, kde je ekosystém nahrazen mykosystémem, kde se auta nevyrábějí, ale pěstují, kde s obdobou internetu musíte doslova srůst, abyste ji mohli používat, a kde z položivých zbraní vylétávají spory místo kulek, je ohrožen nebezpečnou drogou distribuovanou z neznámého světa, za čímž opět stojí padouch X-Hawk. Po ukončení mise byl JFK zatčen a bylo zahájeno vyšetřování o přípustnosti jeho postupu.
12. Tomáš Němec: Stín legendy (2007). V Agentuře probíhá skrytý boj a JFK je za svou misi v Houbovém světě odsouzen ve vykonstruovaném procesu k několikaletému vyhnanství na pouštní planetě, kde mu hrozí smrt. Jeho přátelé však zařídí, že se místo toho ocitl ve světě, kde je kolem Země obehnán prstenec a kde probíhají ukrutné boje na život a na smrt s mimozemšťany. Jeho úkolem je potvrdit existenci ničivého objevu, který by dokázal zničit podstatu metauniverza. Je o tzv. negaci Maurbyho efektu, podle kterého v žádném světě nemůže dlouhodobě existovat výrobek postavený na technologiích vyšších, než jsou v dané realitě vlastní, tedy především zbraně. V Agentuře zároveň probíhá snaha odhalit spiklence ohrožující samotnou existenci Agentury.
13. Miroslav Žamboch: Prokletí legendy I. – Dámská hra (2007). Tento díl bezprostředně navazuje na Stín legendy, odehrává se ale celý mimo svět Johnova vyhnanství, většinou v prostorách Agentury, kde se vedlejší ženské hrdinky cyklu (Johnova šéfová Bytewská, komtesa de Villefort a Kristýna Rustová) snaží odhalit spiknutí v Agentuře. Především snahy Kovářovy přítelkyně komtesy de Villefort vedly k tomu, že se spiklenci demaskovali a jejich jádro bylo nakonec zlikvidováno. Součástí svazku je i samostatná povídka od Jaroslava A. Poláka Oni.
14. Miroslav Žamboch: Prokletí legendy II. – Hra gentlemanů (2008). V tomto příběhu je opět hlavním hrdinou JFK, který opustil ghetto prstence a ocitá se na Zemi, kde jsou přece jen lepší podmínky k životu. V přetechnizovaném světě však naráží na kybernetické zabijáky, proti kterým nemá příliš šancí. Přichází mu ale na pomoc kyborg Frank Boorman, který pátrá po informacích mezi veterány bitev fingované mimozemské invaze do Sluneční soustavy a který toto pátrání zaplatí svým životem. JFK zase musí zabránit zrušení ochrany před ovlivňováním reality v minulosti ze strany X-Hawka, pro kterého je tento svět obrovským zbrojním komplexem poskytujícím materiální základnu interrealitní invaze. Na konci svazku se JFK uchýlí před vyšetřovateli Agentury do ve své mateřské reality.
15. Karolina Francová: Věk mloků (2008). JFK se v tomto díle vydává do světa, v němž došlo ke globálnímu oteplení, ale lidstvo se s ním dokázalo vyrovnat za pomoci biotechnologií. Lidstvo je však stejně v ohrožení, protože se změnou klimatu se objevil nový druh – homo sapiens aqualis, označovaný za mloky. Do záležitostí tohoto světa se vměšuje také X-Hawk, který zde katalyzuje velké ekologické změny. Součástí svazku je i samostatná novela Zřídlo moci, zabývající se minulostí lorda X-Hawka.
16. Vlado Ríša: Pašeráci v oblacích (2008). John Francis Kovář, žijící stále ve vyhnanství ve své mateřské realitě, se společně s dalším agentem, leteckým kouzelníkem Vincentem Vegou dostávají do světa, kde probíhá první světová válka a na bojišti se setkávají s legendárním anglickým pilotem kapitánem Bigglesworthem, zvaným Biggles, a jeho „velbloudími“ stíhačkami.
17. Tomáš Bartoš: Renegát (2008). Báze Agentury jsou v časové linii v rozestupu století přepadávány a umělá supertinteligence GOD určí, že člověk, který má šanci sérii incidentů vyřešit s minimálním narušením kauzálního přediva reality, je právě John F. Kovář. Součástí svazku je i samostatná povídka od Martina Stručovského Agent Vincent Vega – Slzy bohů.
18. Františka Vrbenská: Naganty a vlčí máky (2011). JFK jako průvodce na solitérní výpravě po Mongolsku a Dálné Sibiři v době ruské občanské války, kterou pořádá společnost TopRetroTrans (TRT).
19. Jan Hlávka: Odplata 1 – Země prokletých (2009). Krach tajné mise zanechává Johna Francise Kováře v roli zajatce zpustošeného světa, kde v drsných podmínkách přežívají poslední zbytky lidské populace. Místní vládkyně je přesvědčena, že všudypřítomná zkáza je dílem Agentury.
20. Jan Hlávka: Odplata 2 – Vzpoura vyvolených (2009). John Kovář se sice vrátil ze světa věčného šera a zimy, ale přinesl si s sebou víc, než by si sám přál. Agentura se zmítá v trpké předtuše vlastního zániku a vládkyně země prokletých trpělivě připravuje naplnění své pomsty.
21. Josef Pecinovský: Budiž vám Měsíc lehký (2009). JFK je podezřelý ze spáchání činu, který sice není trestným činem, ale který dokázal probudit z letargie americké výzvědné služby. Součástí svazku je i samostatná povídka od Petra Totka Odplata.
22. Miroslav Žamboch: Vincent Vega (2009). Ve svazku je poodhaleno něco málo z temné a krvavé minulosti jednoho z nejbližších spolupracovníků JFK Vincenta Vegy.
23. Jaroslav A. Polák: Apokalypsa (2010). Špičky Agentury zjistily, že jejich úhlavní nepřítel X-Hawk chystá unést z jednoho paralelního světa samotného Antikrista, a využít jej ke svým temným záměrům. Součástí svazku je i samostatná povídka od Petra Totka Běh mezi stíny.
24. Vlado Ríša: Válka pašeráků (2010). Vincent Vega, John Francis Kovář a kapitán Bigglesworth (zvaný Biggles) bojují opět proti pašerákům (viz Pašeráci v oblacích).
25. Karolina Francová: Soumrak Camelotu (2011). John Francis Kovář se snaží zabránit konci legendárního Camelotu.
26. Vladimír Šlechta: Pár kapek krve (2011). Tento svazek se odehrává v autorově fiktivním světě nazývaném Krvavé pohraničí a to chronologicky mnohem dřív než ostatní příběhy, které se zde odehrávají.
27. Jiří Walker Procházka: Dlouhý černý úsvit (2012). Hrabě X-Hawk si převedl agenturní heslo „Svůj svět si musíme zasloužit!“ na strohé: „Existuje jen můj svět – a ten si vy nezasloužíte!“ John Francis Kovář a jeho přátelé musí zachránit Agenturu i vesmír.
28. Miroslav Žamboch: Na vlastní pěst (2012). Agent Borman je mrtev, agent Bytewská – mrtvá, von Wonder – mrtev, Andrea de Villefort – mrtvá. Seznam by mohl pokračovat přes stovky a tisíce jmen. Agentura zničena. X-Hawk konečně zvítězil, jeho armády smetly z povrchu organizaci, s níž soupeřil víc než tisíc let. John Francis Kovář přežil. Sám.
29. Míla Linc: V prachu a krvi (2012). Jediným krokem se John Francis Kovář dostal z mississippského mokřadu do Čech 17. století. Tenhle svět je ale tvrdší a vražednější, než si pamatuje z hodin dějepisu. Na polích neroste ani bodláčí, samotná země je nemocná a lidé se pojídají navzájem. Zdejší válka trvá přes půlstoletí a nehodlá skončit. Součástí svazku je také povídka Jaromíra Vykoukala Simon říká.
30. Zbyněk Kučera Holub: Přežít (2013). V šumavských lesích se pod kořeny starých stromů probouzí armáda hladových zmutovaných brouků a John Francis Kovář je nakažen děsivou nemocí, která hrozí, že se změní v něco nelidského. Kniha obsahuje i povídku Libora Machaly Kriminálník.
31. Jan Kotouč: Invaze (2013). Agent John Francis Kovář se připlete k invazi do Normandie v roce 1944, a aby splnil svůj tajný úkol, musí v Den D seskočit s 82. výsadkovou divizí do Francie. Součástí svazku je také povídka Jaromíra Vykoukala Kaťuša.
32. Petr Totek: Zlaté město (2013). V paralelním světě se Francisco Pizarro vydává do inckého bájného Zlatého města. Musí se tam dostat i John Francis Kovář, pokud se chce dostat domů.
33. Soumrak světů (2014). Sborník povídek, do kterého přispěli Libor Machala (Nezvěstný v boji), Vlado Ríša (Na dvě píšťaly se špatně píská), Jiří Walker Procházka (Rozmarné pyramidy), Josef Pecinovský (Žertík), Františka Vrbenská (Hodina královraha), Tomáš Bartoš (Na začátku věčnosti), Zbyněk Kučera Holub (Karkulka a bestie), Jaroslav A. Polák (Tajemná Francouzka), Jan Kotouč (Bez iluzí), Karolina Francová (Modré planety), Petr Totek (Anděl EF) a Miroslav Žamboch (Zrození impéria).
34. Julie Nováková: Bez naděje (2014). Nečekaná žádost o pomoc přivádí Johna Francise Kováře z říše Inků do Prahy ve světě po katastrofální pandemii.
35. Libor Machala: Vlci severu (2015). John F. Kovář musí na dalekém severu, v srdci Aljašky, najít starou agenturní základnu a na své cestě se musí vypořádat s lidskou chátrou nazývanou poctivými obyvateli Aljašky krutými vlky severu.
36. Václava Molcarová: Horká půda (2016). Nález mapy Austrálie pocházející z paralelního, technicky vyspělejšího světa vyprovokuje útok na Kovářovu obchodně-pašeráckou společnost v New Orleans.
37. Miroslav Žamboch: Město mrtvých I. (2016). Johnu F. Kovářovi nedává spát záhada propojených světů, které dosud navštívil.
38. Miroslav Žamboch: Město mrtvých II. (2017), pokračování přecházejícího dílu.
39. Libor Machala: Smrt v záři neonů (2017), droga násobící lidské schopnosti a měnící jedince ve vražedná monstra nenechá Johna F. Kováře v klidu.
40. Petr Totek: Konec projektu Gotteskämpfer (2019), pátrání po tajemství látky měnící lidi v šílence s nadlidskou silou a odolností pokračuje.
41. Vlado Ríša: Bitva vzducholodí (2023), Adolf Hitler byl podruhé zvolen říšským kancléřem, Němci se stále agresivněji roztahují v Evropě a Kovář jim stojí v cestě.
42. Františka Vrbenská: Lebka černého démona  (2024),  Evropě hrozí nejtemnější mystická magie nacistů. Hon za kletbou okultní lidské lebky vede z Normandie na Himmlerův hrad Wewelsburg, do meziválečné Prahy, na sovětskou vesnici a do afghánských velehor.

## Speciály
- Svůj svět si musíme zasloužit (2009), Sborník povídek. Povídky: Tomáše Bartoše (Komando), Karoliny Francové (Navěky), Jana Hlávky (Žiješ jenom jednou), Ondřeje Neffa (Hawkův vzkaz), Jiřího W. Procházky (Příliš mnoho lilií), Vlada Ríši (Taková malá mise), Františky Vrbenské (Tichá noc, svatá noc) a Miroslava Žambocha (Ustoupit není kam, za námi je Moskva)

## Související sérieAgent X-Hawk
Paralelní série o boji s Agenturou EF z pohledu lorda X-Hawka.
1. Miroslav Žamboch: Hitman (2010). Agenturu má za úkol rozvrátit Framon Dotchi, pěšák zloducha lorda Xaveria Hawka.
2. Jan Hlávka: Zpěv lamie (2012). Po Praze se začínají objevovat zohavené mrtvoly a nocí zní sladký zpěv lamie. Pro ty, co ho uslyší, bývá často tím posledním. Lord X-Hawk, už brzy vládce celého multiverza, se totiž rozhodl pobavit se menší hrou a uštědřit Agentuře lekci. Obsahuje i povídku Libora Machaly Spoutané emoce.
3. Miroslav Žamboch: Válka světů (2019). Příběh Framona Dotchiho pokračuje.
4. Libor Machala: Agent s cejchem smrti (2021). Hrabě X-Hawk zrádce, zběhy a vzbouřence netoleruje. Trest je jediný  – smrt. Takový šlověk je označen cejchem smrti.